# 小行星7334
小行星7334（英語：7334 Sciurus）是一颗围绕太阳公转的小行星。1988年8月17日，安東寧·姆爾科斯在克列特发现了此天体。
这颗小行星的绝对星等为177.4252665056124等。